# Die Ärzte (álbum)
Die Ärzte es el cuarto álbum de la banda de Punk Rock alemana Die Ärzte. La canción Geschwisterliebe también fue censurada y prohibida para menores de 18 años. Los sencillos de álbum fueron Für immer e Ist das alles?

## Canciones
1. Wie am ersten Tag [Como en el primer día] (Urlaub/Urlaub) - 3:41
2. Mysteryland [Tierra misteriosa] (Felsenheimer/Felsenheimer) - 4:02
3. Sweet sweet Gwendoline [Dulce, dulce Gwendoline] (Urlaub/Urlaub) - 2:50
4. Ist das alles? [Eso es todo?] (Felsenheimer/Felsenheimer) - 3:39
5. Geschwisterliebe [Amor prohibido] (Urlaub/Urlaub) - 4:11
6. Alleine in der Nacht [Solo en la noche] (Felsenheimer/Felsenheimer) - 2:47
7. Jenseits von Eden (Chris Evans-Ironside, Kurt Gebegern, Joachim Horn-Bernges/Chris Evans-Ironside, Kurt Gebegern) - 4:00
8. Wir werden schön [Seremos bellos] Felsenheimer/Felsenheimer) - 4:01
9. Für immer [Por siempre] (Urlaub/Urlaub) - 3:46
10. Ich bin reich [Soy rico] (Urlaub/Urlaub) - 4:22
11. Zum letzten Mal [Para la última vez] (Urlaub/Urlaub) - 4:24

- Datos: Q1219991